# Oecomys concolor
Oecomys concolor és una espècie de mamífer rosegador del gènere Oecomys. Es troba a la selva tropical de l'Amazònia, però el seu àmbit de distribució no està ben documentat. Viu a Bolívia, el Brasil, Colòmbia, l'Equador, Guyana, el Perú i Veneçuela. El seu hàbitat natural són els boscos tropicals perennifolis. És una espècie en risc mínim, és a dir, no sembla que hi hagi cap amenaça significativa per a la seva supervivència.